# Mirjalol Qosimov
Mirjalol Qosimov (Russisch: Мирджалол Кушакович Касымов) (Tasjkent, 17 september 1970) is een voormalige Oezbeekse voetballer en trainer. In het begin van zijn carrière werd zijn naam ook nog vaak in het Russisch geschreven als Mirdzjalol Kasymov. 

## Biografie
Hij begon zijn carrière bij tweedeklasser Pachtakor Tasjkent. Samen met zijn teammaats Choren Oganesjan, Gennadi Denisov, Igor Sjkvyrin en Andrej Pjatniski leidde hij het team in 1990 terug naar de hoogste klasse. De hele jaren negentig wisselde hij tussen Pachtakor en het Russische Alania Vladikavkaz. Met Alania werd hij in 1995 landskampioen en met Pachtakor in 1998 en 2003. Hij speelde ook twee seizoenen voor de Russische club Krylja Sovetov Samara. Hij beëindigde zijn carrière bij Masj'al Muborak, waarmee hij de tweede plaats kon bereiken, de beste prestatie ooit voor de club.
In 1987 won hij met de selectie onder 17 jaar het WK-17 met de Sovjet-Unie. Een jaar later won hij ook het EK -18. Met het pas onafhankelijke Oezbekistan won hij in 1994 goud op de Aziatische Spelen. In 1993, 1998, 2001 en 2004 werd hij uitgeroepen tot Oezbeeks voetballer van het jaar. 
Na zijn spelerscarrière werd hij trainer van Bunjodkor Tasjkent en het nationale elftal. Met Bunjodkor won hij drie keer de landstitel en bereikte hij twee keer de halve finale van de AFC Champions League. 